# Stanisław Bugajski (reżyser)
Stanisław Marian Bugajski (ur. 27 października 1922 w Nowym Sączu, zm. 24 listopada 1970 w Warszawie) – aktor, reżyser, dyrektor i kierownik artystyczny teatrów, dramaturg.

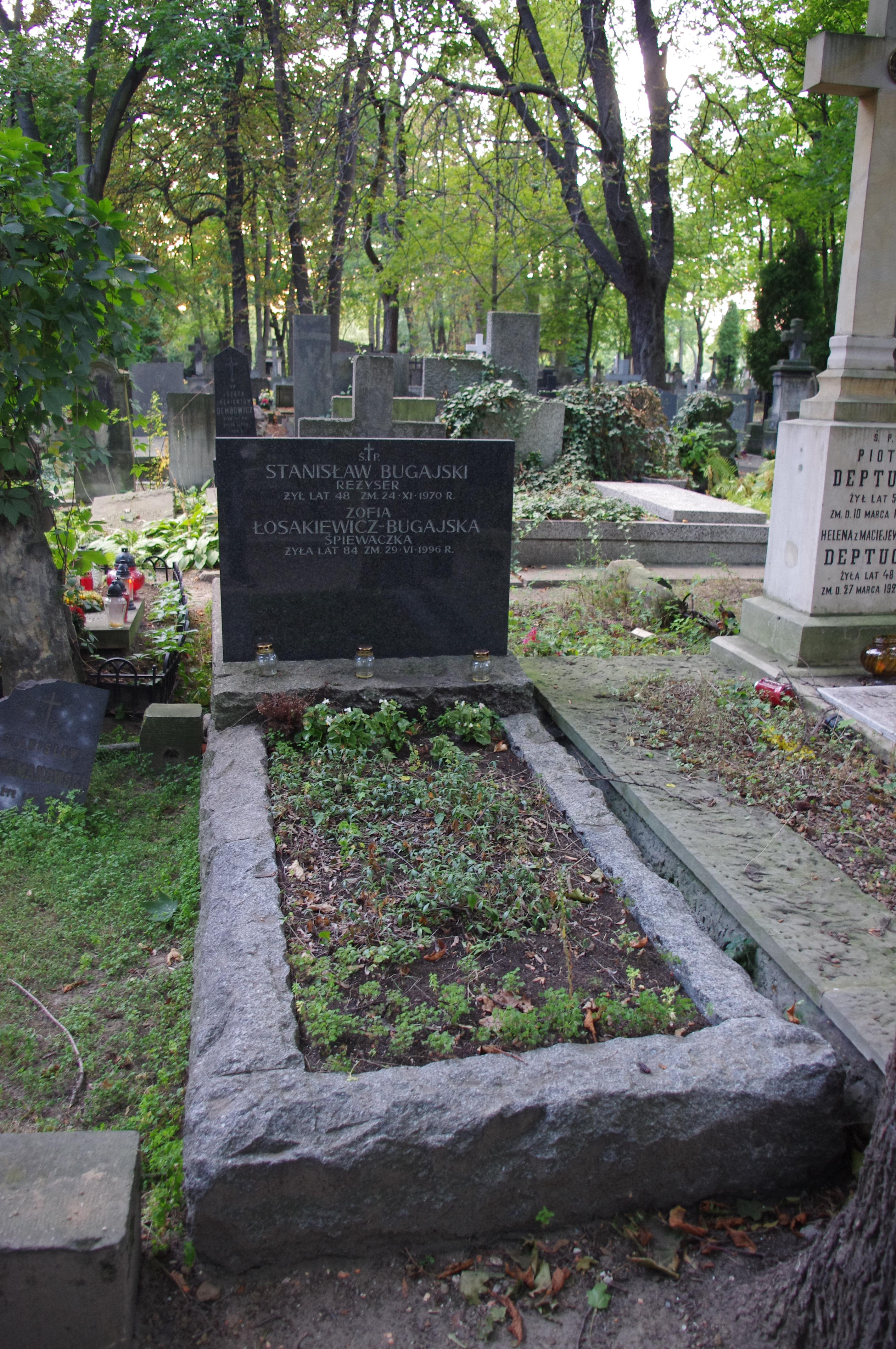
Grób Stanisława Bugajskiego i Zofii Łosakiewicz-Bugajskiej na cmentarzu Powązkowskim w Warszawie

## Życiorys
Urodził się jako syn Stanisława, profesora gimnazjalnego i podporucznika, i Marii, harcmistrzyni i działaczki niepodległościowej. Uczył się w I Państwowym Gimnazjum i Liceum im. Stefana Batorego w Warszawie. Maturę zdał podczas  II wojny na tajnych kompletach Gimnazjum im. Stanisława Staszica w Warszawie. Był słuchaczem tajnego PIST-u, w kwietniu 1945 zdał eksternistyczny egzamin aktorski. Od 1951 r. powoli odchodzi od aktorstwa i poświęca się niemal wyłącznie reżyserii. Wyróżniony za inscenizację „Hamleta” w Teatrze Polskim w Bydgoszczy na 5. Festiwalu Teatrów Polski Północnej w 1963 r. w Toruniu. Twórca sztuki „Czarodziejski flet”, współtwórca, wraz z Wandą Żółkiewską, „Ucznia czarnoksiężnika”. Dyrektor i kierownik artystyczny m.in. Teatru Młodej Warszawy, Teatru Nowej Warszawy, Teatru Polskiego w Bydgoszczy, reżyserował zaś m.in. w Teatrze Klasycznym w Warszawie, Teatrze im. Juliusza Osterwy w Gorzowie Wielkopolskim, Bałtyckim Teatrze Dramatycznym im. Juliusza Słowackiego w Koszalinie, a spektakl „Ostatnia noc” 6 września 1956 r. w Teatrze Polskiego Radia.
Jego pierwszą żoną była aktorka Zofia Mrozowska, a drugą śpiewaczka i kierowniczka muzyczna teatrów Zofia Magdalena Łosakiewicz.
Zmarł 24 listopada 1970 r. w Warszawie. Spoczywa na cmentarzu Powązkowskim (kwatera 96-1-13).